# Neuroterus tricolor
Neuroterus tricolor är en stekelart som först beskrevs av Hartig 1841.  Neuroterus tricolor ingår i släktet Neuroterus, och familjen gallsteklar. Enligt den finländska rödlistan är arten nationellt utdöd i Finland. Arten är reproducerande i Sverige. Artens livsmiljö är lundskogar.